# Tutto il carnevale che c'è
Tutto il carnevale che c'è è un singolo della cantante italiana Cristina D'Avena pubblicato il 28 gennaio 2025.

## Descrizione
Il brano, scritto da D'Avena su musica di Cristiano Macrì, è stato scelto come sigla ufficiale del Carnevale di Viareggio 2025.
La canzone è stata annunciata a mezzanotte del 28 gennaio dall'artista sui suoi canali social e nella stessa giornata durante la conferenza stampa dell'evento. La canzone verrà eseguita live l'8 febbraio 2025, durante il concerto inaugurale del Carnevale di Viareggio in Piazza Mazzini, un'ora prima dell'apertura ufficiale delle celebrazioni.

## Tracce
Edizioni musicali Crioma Music, Fondazione Carnevale di Viareggio, Betty Wrong.
1. Tutto il carnevale che c'è – 3:06 (testo: Cristina D'Avena – musica: Cristiano Macrì)

## Produzione e formazione
- Cristiano Macrì – produzione musicale

## Video musicale
Il video ufficiale della canzone è stato pubblicato su YouTube nel giorno dell'uscita del singolo. Nel video, Cristina D'Avena interpreta il brano in un'ambientazione festosa, ricca di riferimenti al Carnevale di Viareggio, con immagini dei caratteristici carri allegorici e delle sfilate. .
- Mario Bove – riprese backstage e montaggio video
- Fondazione Carnevale di Viareggio – riprese del carnevale